# .22 Long Rifle
Le .22 Long Rifle ou simplement .22 LR ou 22 (désignation métrique : 5.6×15mmR), est une variété répandue de munitions à percussion annulaire de calibre .22 originaires des États-Unis. Il est utilisé par une large gamme de fusils, carabines, pistolets, revolvers et mitrailleuses.
C'est la munition la plus répandue au monde, d'après la NSSF, National Shooting Sports Foundation une association commerciale nationale américaine pour l'industrie des armes à feu, le calibre .22 LR représente plus de la moitié de la production de cartouches aux États-Unis.
Elle a été directement extrapolée du .22 Court (ou .22 Short) et du .22 Long sous l'impulsion de la marque américaine Arms & Tool Company et fabriquée par Peters (États-Unis) pour la manufacture d'armes Stevens de même nationalité.
Ce calibre est couramment utilisé pour les compétitions internationales de biathlon, ainsi que pour la chasse,. Les munitions produites en .22 Long Rifle sont efficaces à courte distance, ont peu de recul et sont bon marché, ce qui les rend idéales pour l'entraînement.

## Histoire
Le fabricant américain d'armes à feu J. Stevens Arms & Tool Company introduit la cartouche .22 Long Rifle en 1887,. La cartouche doit son origine au .22 BB de 1845 et au .22 Court de 1857. Elle combine l'étui du .22 Long de 1871 avec une balle de 40 grains, ce qui lui confère une longueur totale plus importante, une vitesse initiale plus élevée et des performances supérieures en tant que cartouche de chasse et de tir, rendant obsolètes les cartouches .22 Extra Long. La cartouche .22 LR utilise une balle à rétreint, ce qui signifie que la balle a le même diamètre que l'étui et qu'elle a un talon plus étroit qui s'insère dans l'étui. C'est l'une des rares cartouches acceptées par une grande variété de fusils et d'armes de poing.
Enfin, en 2002, la firme Hornady a extrapolé de la .22 LR, par rétreint de son collet à 4,31 millimètres, la munition de .17 Mach 2, (en abrégé 17HM2) offrant une balle de 1,1 gramme propulsée à 530 mètres par seconde délivrant une énergie de 155 joules. Une extrapolation similaire à partir de la .22 WMR (22 Winchester Magnum Rimfire ou encore 22 magnum) a donné naissance à la .17 Hornady magnum rimfire (en abrégé .17 HMR).

### Popularité
La cartouche .22 LR est appréciée des tireurs débutants comme des experts. Son faible recul et son bruit relativement faible en font une cartouche idéale pour le tir de loisir, la chasse au petit gibier et la lutte contre les nuisibles. Les fusils de cadet .22 LR sont couramment utilisés par les cadets de l'armée et d'autres personnes pour l'entraînement de base au maniement des armes à feu et à l'adresse au tir. Elle est utilisée par les scouts américains pour le Badge du Mérite du tir à la carabine.
Le faible recul de la cartouche la rend idéale pour les cours d'initiation aux armes à feu. Les tireurs novices peuvent être surpris ou effrayés par le bruit et le recul de cartouches plus puissantes. Les débutants qui tirent avec des armes à feu au-delà de leur niveau de confort prennent souvent l'habitude de sursauter pour tenter de contrer le recul anticipé. L'habitude qui en résulte empêche d'adopter une posture correcte et de suivre le mouvement dans la phase la plus critique du tir, et elle est difficile à corriger. Une fois le fort recul éliminé, il est plus facile d'identifier et de corriger d'autres erreurs dans la technique de tir.
Les fusils AR-15 et les pistolets M1911 sont disponibles pour ce type de munitions. De nombreux fabricants d'armes de poing proposent un kit de conversion pour pistolet supérieur afin qu'il puisse tirer des munitions de .22 LR. Ces conversions permettent aux tireurs de s'entraîner à peu de frais tout en conservant les caractéristiques de maniement des armes à feu qu'ils ont choisies (avec un recul et un souffle initial réduits). En outre, les kits de conversion de cartouches .22 LR permettent de s'entraîner dans les champs de tir intérieurs qui interdisent les armes à feu de grande puissance. Les propriétaires d'armes qui utilisent des systèmes à gaz, comme les fusils de sport AR-15, évitent normalement d'utiliser des munitions non plaquées en cartouche .22 LR, car l'utilisation de munitions non plaquées peut entraîner l'encrassement par le plomb de l'orifice de gaz à l'intérieur du canon et nécessiter des procédures d'armurerie coûteuses. Il est généralement possible de remédier à ce problème en remplaçant le kit de conversion par le groupe de porte-boulons standard et en tirant plusieurs cartouches à pleine puissance pour débarrasser l'orifice de gaz et le tube de tout encrassement par le plomb qui s'y serait accumulé. Bien qu'ils ne soient pas efficaces à 100 %, les gaz incandescents extrêmement chauds produits par les munitions de fusil à percussion centrale aideront à éliminer tout encrassement de plomb des munitions .22 LR.
Une grande variété de munitions .22 LR est disponible dans le commerce, et les munitions disponibles varient considérablement à la fois en termes de prix et de performance. Le poids des balles varie de 20 à 60 grains (soit de 1,3 gramme à 3,9 gramme) et la vitesse de 575 à 1 750 fps (soit de 175 m/s à 533 m/s). Le .22 LR est la munition la moins coûteuse. Les charges promotionnelles pour le plinking peuvent être achetées en vrac pour un coût nettement inférieur à celui des munitions de précision pour cibles. Le faible coût des munitions a un effet substantiel sur la popularité du calibre .22 LR. C'est pourquoi les cartouches à percussion annulaire sont couramment utilisées pour l'entraînement au tir.
Les cartouches .22 LR sont généralement conditionnées dans des boîtes de 50 ou 100 cartouches et sont souvent vendues par « brique », un carton contenant soit 10 boîtes de 50 cartouches ou des cartouches en vrac totalisant 500 cartouches, soit la « caisse » contenant 10 briques totalisant 5 000 cartouches. La production annuelle est estimée par certains à 2-2,5 milliards de cartouches,. La NSSF estime qu'un pourcentage important de la production américaine de 10 milliards de cartouches est composé de .22 LR. Malgré les chiffres élevés de production, il y a parfois eu des pénuries de cartouches .22 LR aux États-Unis, notamment lors de la pénurie de munitions de la fin des années 2000 et du début des années 2010.

## Description

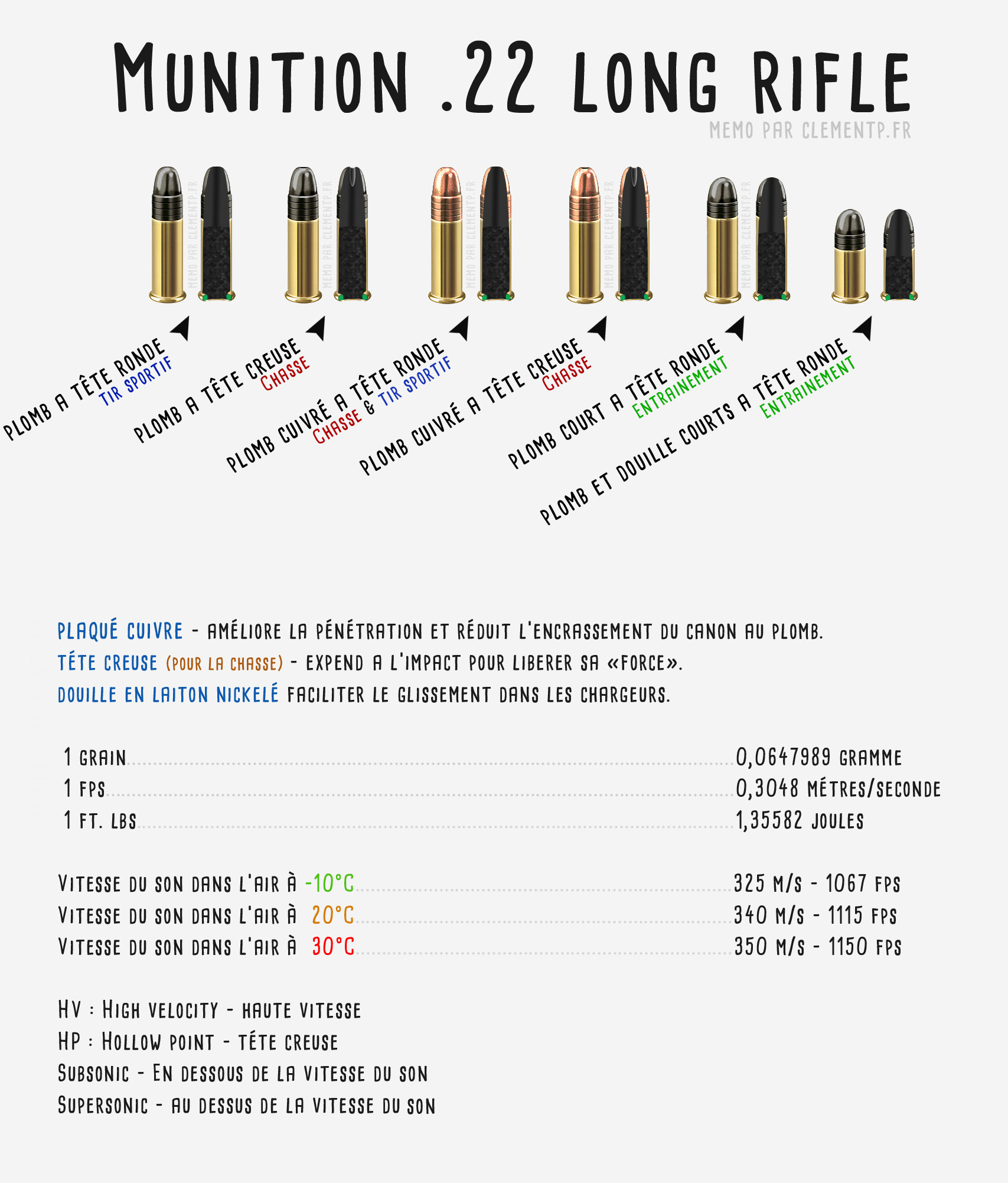
Mémo 22 LR.

Ce petit calibre est à la fois très économique, très précis, avec très peu de recul et une détonation faible, et il est utilisé indifféremment pour les carabines, les revolvers, les pistolets à un coup et les pistolets semi-automatiques. Ces armes sont avant tout utilisées pour le tir sportif, à 25 mètres (pistolet standard, pistolet sport dames, pistolet « vitesse olympique » pour les disciplines UIT-ISSF), cinquante mètres (carabine petit calibre position couchée, carabine « 3 positions », pistolet libre, biathlon, 22 Hunter) et jusqu'à 100 mètres pour le tir sur silhouettes métalliques, mais aussi pour tuer des petits animaux classés « nuisibles », et pour le tir réduit militaire.
En tant que cartouche défensive, elle est considérée comme inadéquate par de nombreuses personnes, bien que sa petite taille permette l'utilisation d'armes de poing très légères et faciles à dissimuler, qui peuvent être transportées dans des circonstances où une cartouche plus grande ne serait pas pratique. Malgré leurs limites, les gens peuvent utiliser des pistolets et des fusils .22 LR pour se défendre, et ils sont courants simplement parce qu'ils sont répandus, peu coûteux et largement disponibles.
La cartouche .22 Long Rifle standard comporte une balle en plomb de 2,59 grammes (quarante grains) propulsée à environ 330 mètres par seconde dans un canon long de carabine et 290 mètres par seconde dans un canon court de pistolet. Elle développe une énergie de 141 joules à la bouche (canon long).
De nombreuses marques fabriquent ce petit calibre, dont Eley (Grande-Bretagne), Remington, Winchester, CCI (États-Unis), Geco-RWS (Allemagne), Lapua (Finlande), Fiocchi (Italie), Armscor (Philippines), Aguila (Mexique), etc. De même, on ne saurait compter les fabricants de carabines, revolvers et pistolets chambrant cette munition (Winchester, Smith & Wesson, Hämmerli, Ruger, Browning, Feinwerkbau, Walther, Beretta, Weihrauch, Baïkal, Alfa proj, Bretton Gaucher, Manu Arm etc.).
Dans les années 1990, 'l'armée israélienne a utilisé une carabine .22 LR pour le contrôle de la foule et pour « éliminer les chiens perturbateurs avant les opérations », bien qu'elle soit maintenant utilisée moins souvent car il a été démontré qu'elle était plus létale que ce que l'on pensait auparavant. D'autres exemples incluent l'utilisation de pistolets High Standard HDM silencieux par l'OSS américain, l'organisation précédant la CIA. Des pistolets Ruger Mk II à cran d'arrêt ont été utilisés par les Navy SEALs dans les années 1990.

## Variantes
Les différents chargements de .22 LR sont souvent divisés en quatre catégories distinctes, basées sur la vitesse nominale :
- Vitesse subsonique, qui comprend également les charges « cibles » ou « de match », à des vitesses nominales inférieures à 340 m/s ;
- Vitesse standard : 341-346 m/s ;
- High-velocity : 370-400 m/s ;
- Hyper-velocity, ou Ultra-velocity : plus de 430 m/s.

### Subsonique

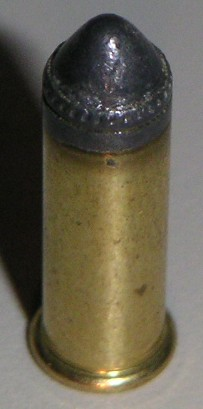
La subsonique Aguila Super Colibri

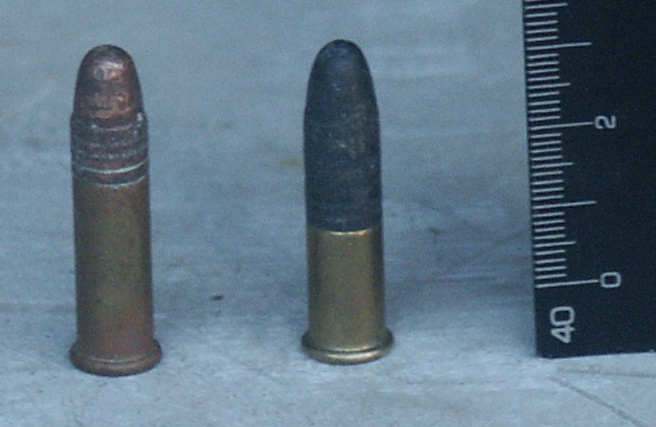
Calibre .22 Aguila Sniper Sub-Sonic (à droite) avec un .22 LR standard

Les projectiles subsoniques ont une vitesse à la bouche inférieure à la vitesse du son (environ 330 m/s). Ces munitions sont parfois équipées de balles extra-lourdes de 46-61 grains (3-4 g) pour améliorer la balistique terminale du projectile, plus lent. Inversement, ces cartouches peuvent ne contenir qu'une amorce et une balle extra-légère.
Les balles subsoniques sont préférées par certains tireurs en raison de leur précision légèrement supérieure et de la réduction du bruit. Les balles supersoniques produisent un bang sonique qui peut effrayer les animaux lors de la chasse. La précision serait améliorée avec les balles subsoniques parce qu'une balle supersonique (ou un projectile) qui passe de la vitesse supersonique à la vitesse subsonique subit des changements aérodynamiques drastiques dans cette zone transsonique qui pourraient affecter négativement la stabilité et la précision de la balle.
La vitesse du son dans l'air à 20 °C étant d'environ 340 m/s, la vitesse initiale de la balle subsonique est légèrement inférieure à la vitesse du son dans de nombreuses conditions de chasse. Toutefois, dans des conditions d'air froid à 0 °C, la vitesse du son tombe à 332 m/s, soit à peu près la vitesse à la bouche d'une cartouche subsonique. Par conséquent, une cartouche « subsonique » utilisée en dessous de cette température peut être supersonique et, pendant la transition de la vitesse supersonique à la vitesse subsonique, elle peut devenir instable, ce qui réduit la précision. Pour contrer ce phénomène, certains fabricants de cartouches ont abaissé la vitesse de leurs munitions subsoniques à 310 m/s ou moins.
Diverses combinaisons de balles subsoniques et d'armes à feu semi-automatiques de calibre .22 LR entraînent un manque de fiabilité dans le fonctionnement des mécanismes de l'arme à feu, en raison d'une énergie de recul insuffisante. Certaines cartouches subsoniques utilisent des balles plus lourdes (atteignant des vitesses plus faibles) pour garantir, grâce à l'augmentation de la masse de la balle, que suffisamment d'énergie sera produite pour faire fonctionner les mécanismes de recul courants. Par exemple, la cartouche Aguila .22 LR SSS « Sniper SubSonic » a une balle de 3,9 g sur un étui court de .22, ce qui donne à la cartouche les mêmes dimensions globales qu'une cartouche de .22 LR. Cependant, d'autres problèmes peuvent se poser : la balle plus lourde et plus longue de la cartouche Aguila nécessite une torsion du canon plus rapide (selon la formule de Greenhill) pour garantir que la balle reste stable en vol.
Il existe deux catégories de performances pour les balles subsoniques de calibre .22. Certaines balles subsoniques, telles que diverses balles CB de calibre .22 Court et .22 Long ont une vitesse d'environ 210 m/s avec une balle de 1,9 g, qui fournit une énergie d'impact relativement faible (41 J à la bouche). Elles peuvent ne pas utiliser de poudre ou n'en utiliser que de faibles quantités et présentent les caractéristiques de balles destinées uniquement à l'entraînement en salle ou à l'entraînement sur cible plutôt qu'à la chasse. Lorsqu'elles sont sous forme de .22 LR, c'est uniquement pour faciliter l'alimentation des armes à feu conçues pour cette cartouche, plutôt que pour les anciens fusils de stand de tir .22 CB. L'Aguila SSS donne une vitesse d'environ 290 m/s avec une balle de 60 grains, offrant une énergie (163 joules) équivalente à de nombreuses cartouches de carabine longue .22 à haute vitesse utilisant des balles standard de 40 grains. D'autres cartouches subsoniques à balles lourdes offrent des performances similaires et sont destinées à la chasse au petit gibier ou au contrôle d'animaux dangereux, tout en évitant un bruit excessif.

### Vitesse standard
La vitesse des balles de .22 LR à vitesse standard varie d'un fabricant à l'autre. Certaines munitions à vitesse standard peuvent être légèrement supersoniques - autour de 343 m/s - d'autres munitions telles que les munitions CCI Standard Velocity .22 LR sont évaluées à 330 m/s. La plupart des munitions à vitesse standard ont un poids de 2,6 g. Les cartouches à vitesse standard génèrent des vitesses proches ou légèrement supersoniques. Ces cartouches ne développent généralement pas ces vitesses dans les armes de poings car leurs canons courts ne tirent pas pleinement parti de la poudre qui brûle plus lentement.

### Vitesse élevée

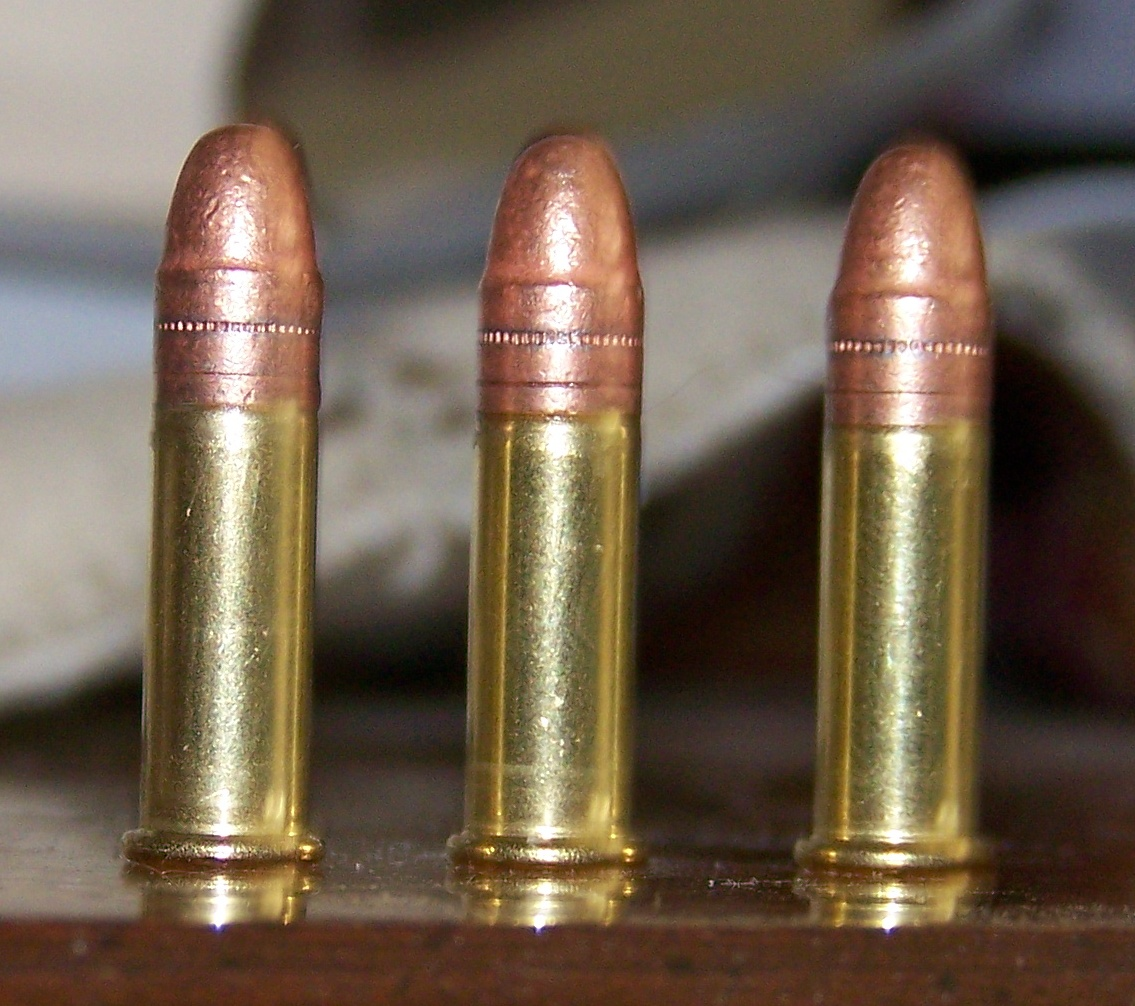
Cartouches de calibre .22 LR à haute vélocité, plaquées en cuivre

La balle de .22 Long Rifle était à l'origine chargée avec de la poudre noire. Les premières charges de poudre sans fumée étaient destinées à égaler la vitesse standard des cartouches à poudre noire d'origine. La poudre sans fumée est plus efficace que la poudre noire et les douilles peuvent contenir plus de poudre. Les charges de poudre sans fumées, appelées « haute vitesse » ou « haute vélocité », étaient proposées par les principaux fabricants de munitions, offrant une augmentation typique de la vélocité de 8 % (de 370 m/s à 400 m/s) tout en utilisant la balle de plomb standard solide (2,6 g) ou creuse (2,3 g).

### Hyper-velocity
De nombreuses cartouches .22 LR utilisent des balles plus légères que les 2,6 g standard, tirées à des vitesses encore plus élevées. Les balles Hyper-velocity pèsent généralement entre 1,9 et 2,1 g et peuvent avoir une vitesse initiale de 430 à 550 m/s. Cette vitesse plus élevée est en partie due à l'utilisation de balles plus légères.
La CCI Stinger a été la première cartouche Hyper-velocity de calibre .22 LR, et a fourni une augmentation significative de la vitesse et de l'énergie par rapport aux cartouches à percussion annulaire standard. L'étui de la Stinger est plus long que celui de la Long Rifle ; environ 17,8 mm contre 15,6 mm pour la Long Rifle, mais la balle à pointe creuse plaquée est plus légère et plus courte (2,1 mm), ce qui donne la même longueur totale que la .22 Long. Cet étui plus long peut causer des problèmes d'éjection dans certaines armes. Une poudre à combustion plus lente est utilisée pour tirer le meilleur parti de la longueur du canon d'une carabine. La plupart des poudres pour carabine 22 Long Rifle augmentent la vitesse jusqu'à environ 482,6 mm du canon. La poudre utilisée dans la Stinger augmente la vitesse jusqu'à la plus grande longueur de canon de .22 testée par la NRA, 660,4 mm.
Plus tard, d'autres fabricants ont introduit des cartouches Hyper-velocity, basées sur l'étui Long Rifle avec des balles plus légères de l'ordre de 30 grains et des chargements de poudre de fusil à combustion lente. La longueur totale de bon nombre de ces cartouches était inférieure à la longueur totale de la cartouche standard à balle de 40 grains pour carabine longue. La Remington Viper en est un exemple, tout comme la Federal Spitfire.
La cartouche Hyper-velocity CCI Velocitor utilise la taille standard d'un étui de Long Rifle et une balle de poids standard (2,6 g) de conception exclusive à pointe creuse pour augmenter l'expansion et le traumatisme. Cette cartouche a une vitesse initiale de 437 m/s et correspond à la longueur totale de la cartouche standard pour fusil long.

### Cartouches à plombs

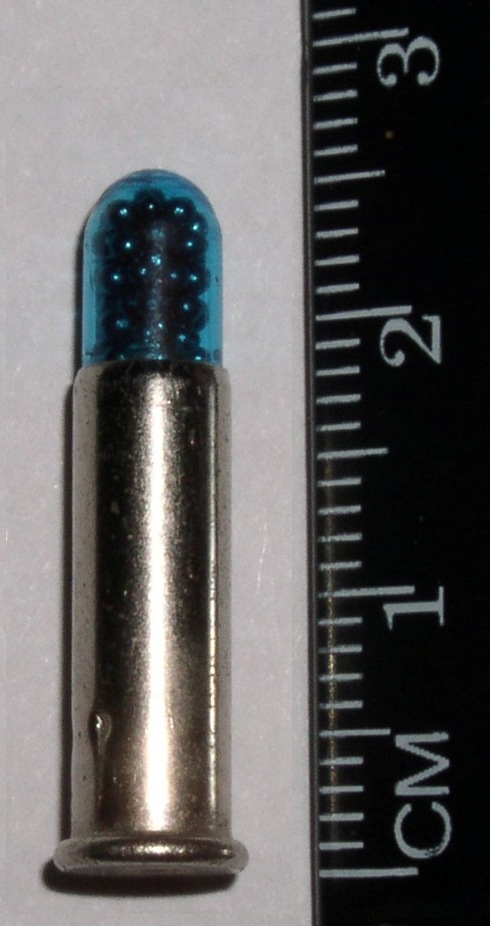
Chevrotines .22 avec capsule de tir

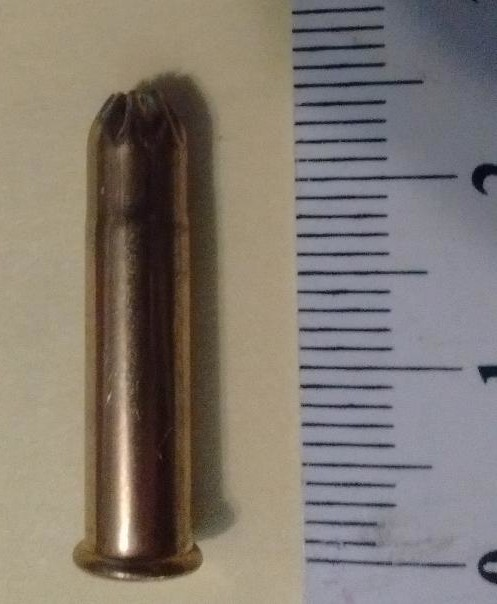
Federal .22 LR Bird Shot avec étui serti

Des cartouches spéciales de calibre .22 LR, généralement chargées avec de la chevrotine, ont également été fabriquées. Elles sont souvent appelées chevrotines et sont utilisées dans la lutte contre les nuisibles à très courte distance. Ces cartouches ont soit un étui en laiton plus long qui est fermé par sertissage, soit une « balle » en plastique translucide qui contient la grenaille et se brise au moment du tir. Dans les fusils de chasse de calibre 22 spécialement fabriqués, les cartouches de grenaille peuvent être utilisées pour le ball-trap sur des cibles d'argile spéciales et réduites.

### Balle blindée
Pendant la Seconde Guerre mondiale, une version du .22 LR avec une balle enrobée de métal a été développée sous le nom de T-42 pour le pistolet silencieux High Standard HDM. L'US Army Air Corps s'est procuré le pistolet combiné Savage Model 24 en .22 LR/.410 comme arme de survie pour les équipages aériens, incluse dans la série E des kits de survie et de subsistance, principalement pour la recherche de gibier pour la nourriture. Les munitions .22 LR full metal jacket ont été fournies avec ces armes à feu pour un usage militaire afin de se conformer aux restrictions des traités sur les balles expansives.
Le manuel technique de l'US Army et de l'US Air Force de 1961 sur les munitions énumère trois types de cartouches à percussion annulaire de calibre .22 :
- Long Rifle (balle en plomb), propulseur : 1,7 g sans fumée ; 40 grains, longueur totale : 24,99 mm ;
- Long Rifle (Commercial), propulseur : 2,1 g sans fumée ; balle : 40 grains, longueur totale : environ 25,4 mm ;
- Long Rifle, M24 (Balle blindée), propulseur : 2.5 g sans fumée, balle : 40,5 grains, longueur totale : 25,27 mm.

Le premier type correspond à des munitions standard ou à vitesse cible pour le calibre . 22 LR, tandis que le second correspond à des munitions commerciales courantes à grande vitesse. Bien que ces types de balles rondes à plomb tendre conviennent à l'entraînement ou au tir sur cible, leur utilisation n'est pas légale dans une zone de guerre. Étatnt donné que les armes de survie des équipages d'aéronefs au calibre .22 LR seraient probablement utilisées dans une zone de guerre et pourraient être utilisées pour la défense, la cartouche M24 est chargée d'une balle à noyau en alliage dur de plomb et d'antimoine avec une chemise en métal doré.

### Traçante
Des munitions à balles traçantes sont disponibles en calibre .22 Long Rifle.

## Fabrication de la cartouche
Les cartouches traditionnelles à percussion annulaire de calibre .22 (BB, CB, Court, Long, Extra Long et Long Rifle) se distinguent des cartouches plus modernes par la façon dont la balle est construite et maintenue dans l'étui. Les balles des cartouches à percussion annulaire .22 traditionnelles ont le même diamètre extérieur que l'étui mais sont construites avec un « talon » de la balle plus étroit à la base de la balle qui est insérée dans l'étui. La bouche de l'étui est ensuite sertie autour du talon, laissant exposée la majeure partie de la surface d'appui de la balle qui est en contact avec le canon de l'arme. La surface d'appui des balles de fusil à percussion annulaire de calibre .22 est souvent lubrifiée et la surface est exposée à la contamination. Cette conception était courante au début de l'ère des cartouches à poudre noire.
Dans les cartouches plus récentes, y compris les .22 WRF et .22 WMR à percussion annulaire et les cartouches modernes à percussion centrale, le corps de la balle est d'un diamètre uniforme et la surface d'appui est insérée complètement dans le col de la douille, maintenue en place par la tension du col de la douille autour de la surface d'appui de la balle (dans certaines cartouches, l'embouchure de la douille peut également être sertie dans une cannelure (rainure) de la balle). La cartouche à balle talonnée est considérée comme plus faible que la cartouche à balle de diamètre uniforme qui enferme la surface d'appui de la balle dans le col de la cartouche. La fiabilité globale des munitions à balle talonnée est élevée, mais elle est inférieure à celle de la plupart des munitions à percussion centrale.

## Longueur de la cartouche

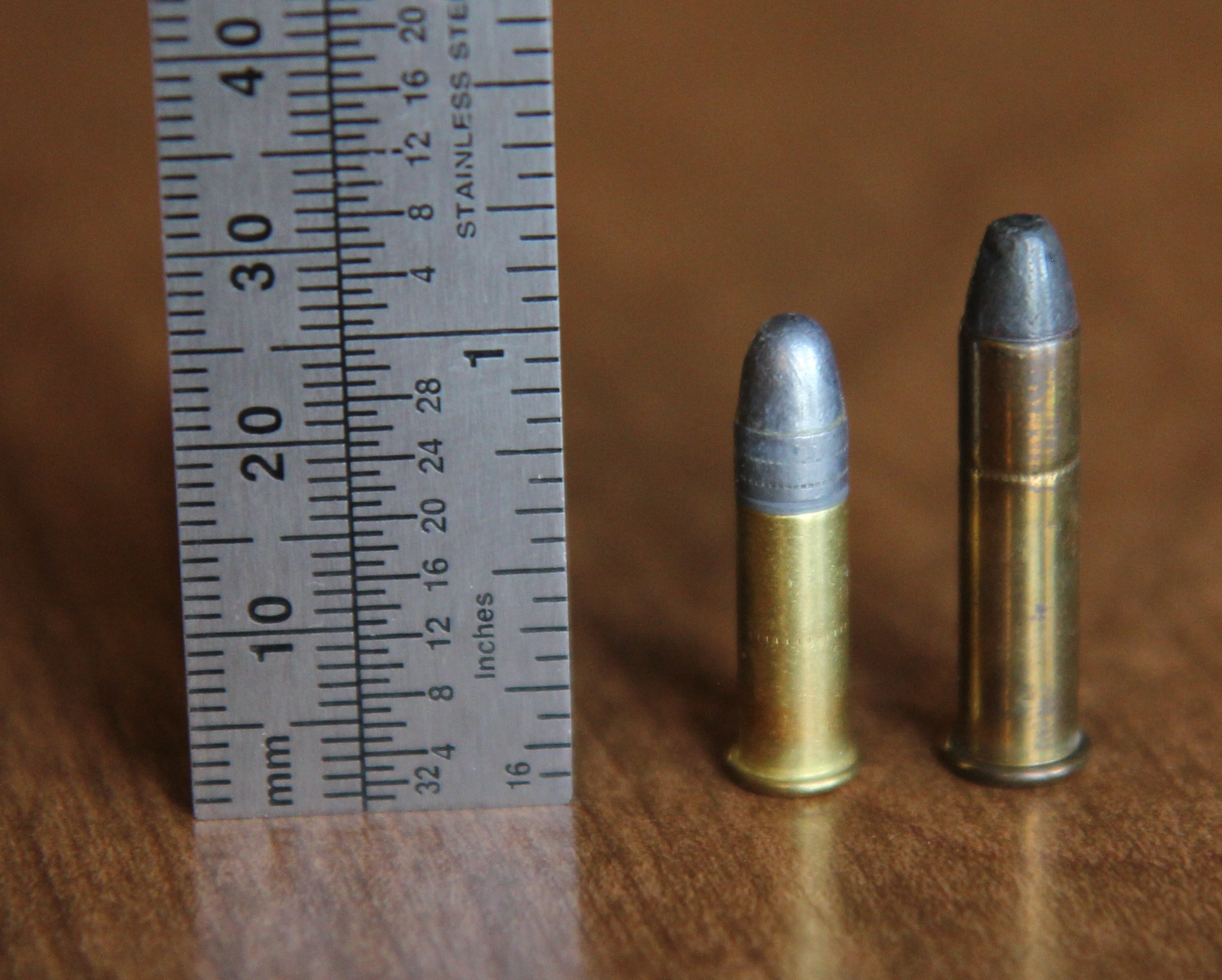
Ordre de grandeur de la taille d'une cartouche standard de .22 LR.

Le calibre .22 LR utilise un étui à paroi droite. En fonction du type et du mécanisme d'alimentation utilisé, une arme à feu chambrée pour le calibre .22 LR peut également être en mesure de chambrer et de tirer en toute sécurité les cartouches à percussion annulaire plus courtes suivantes :
- .22 BB, en version cap, courte et longue ;
- .22 CB, en version cap, courte, longue et Long Rifle ;
- .22 Court
- .22 Long

Le .22 Long Rifle peut également être utilisé dans des armes à feu chambrées pour le .22 Extra Long, obsolète.

## Quelques pistolets chambrés en .22 LR
- Browning Buck Mark
- Smith & Wesson 41
- Smith & Wesson 22
- Ruger Mark IV[25]
- Walther P22
- Revolver High Standard
- Beretta 22NEO
- Glock 44
- Toz 35
- Hammerli 280

## Comparaisons du .22 LR

### Comparaisons avec les munitions d'armes de poing les plus répandues
Ce tableau présente les caractéristiques balistiques des munitions d'armes de poing les plus connues. La performance utile typique se base sur les caractéristiques des munitions standard du marché les plus fréquemment rencontrées, ceci à titre de comparaison.
La performance d'une munition, c'est-à-dire son impact sur la cible, s'exprime en joules selon la formule {\displaystyle E={\frac {1}{2}}m.v^{2}} où {\displaystyle \mathbf {m} } est la masse et {\displaystyle \mathbf {v} } la vitesse de la balle (énergie cinétique).
Le recul ressenti dans l'arme se mesure lui par la quantité de mouvement exprimée en kg m/s selon la formule {\displaystyle Q=m.v}.
Ainsi une munition de calibre .45 ACP a une performance comparable à une munition de 9 mm Luger (environ 510 J), mais provoque un recul supérieur (3,87 kg m/s contre 2,89 kg m/s)
|                                        | Données balistiques (munitions du marché) | Données balistiques (munitions du marché) | Données balistiques (munitions du marché) | Données balistiques (munitions du marché) | Données balistiques (munitions du marché) | Données balistiques (munitions du marché) | Données balistiques (munitions du marché) | Données balistiques (munitions du marché) | Données balistiques (munitions du marché) | Données balistiques (munitions du marché) | performance utile typique* | performance utile typique* | performance utile typique* | performance utile typique* |
| Caractéristique                        | Diamètre balle                            | Diamètre balle                            | longueur cartouche                        | longueur douille                          | poids balle                               | poids balle                               | vitesse min                               | vitesse max                               | Énergie min                               | Énergie max                               | Poids                      | Vitesse                    | Énergie                    | Recul                      |
| -------------------------------------- | ----------------------------------------- | ----------------------------------------- | ----------------------------------------- | ----------------------------------------- | ----------------------------------------- | ----------------------------------------- | ----------------------------------------- | ----------------------------------------- | ----------------------------------------- | ----------------------------------------- | -------------------------- | -------------------------- | -------------------------- | -------------------------- |
| unité                                  | mm                                        | pouce                                     | mm                                        | mm                                        | g                                         | Grain                                     | m/s                                       | m/s                                       | J                                         | J                                         | grain                      | m/s                        | J                          | kg m/s                     |
| Munitions de pistolet semi-automatique |                                           |                                           |                                           |                                           |                                           |                                           |                                           |                                           |                                           |                                           |                            |                            |                            |                            |
| .22 LR                                 | 5,56                                      | .223                                      | 25,40                                     | 15,60                                     | 1,9 - 2,6                                 | 30 - 40                                   | 370                                       | 500                                       | 180                                       | 260                                       | 32                         | 440                        | 200                        | 0,91                       |
| 7,65 mm Browning                       | 7,94                                      | .313                                      | 25                                        | 17,30                                     | 4-5                                       | 62-77                                     | 280                                       | 335                                       | 170                                       | 240                                       | 73                         | 318                        | 239                        | 1,50                       |
| 7,62 × 25 mm TT                        | 7.85                                      | .309                                      | 35.20                                     | 25                                        | 5,5                                       | 85                                        | 376                                       | 482                                       | 390                                       | 655                                       | 85                         | 420                        | 540                        | 3,20                       |
| 9 mm court                             | 9,01                                      | .355                                      | 25                                        | 17,30                                     | 6                                         | 90                                        | 290                                       | 350                                       | 280                                       | 360                                       | 90                         | 300                        | 260                        | 1,72                       |
| 9 mm Luger                             | 9,01                                      | .355                                      | 29,70                                     | 19,15                                     | 8-12                                      | 124-180                                   | 330                                       | 400                                       | 480                                       | 550                                       | 124                        | 360                        | 520                        | 2,89                       |
| 9 mm Imi                               | 9,01                                      | .355                                      | 29,70                                     | 21,15                                     | 8-12                                      | 124-180                                   | 330                                       | 400                                       | 480                                       | 550                                       | 124                        | 360                        | 520                        | 2,89                       |
| .38 super auto                         | 9,04                                      | .356                                      | 32,51                                     | 22,86                                     | 8-10                                      | 124-154                                   | 370                                       | 430                                       | 570                                       | 740                                       | 130                        | 370                        | 580                        | 3,12                       |
| .357 SIG                               | 9,06                                      | .357                                      | 28,96                                     | 21,97                                     | 6,5-8                                     | 100-124                                   | 410                                       | 490                                       | 690                                       | 820                                       | 125                        | 413                        | 692                        | 3,34                       |
| .40 S&W                                | 10,17                                     | .400                                      | 28,80                                     | 21,60                                     | 8,7-13                                    | 135 - 200                                 | 300                                       | 340                                       | 500                                       | 700                                       | 180                        | 295                        | 510                        | 3,44                       |
| 10 mm Auto                             | 10,17                                     | .400                                      | 32,00                                     | 25,20                                     | 9-15                                      | 140 - 230                                 | 350                                       | 490                                       | 680                                       | 960                                       | 180                        | 380                        | 996                        | 4,82                       |
| .45 ACP                                | 11,43                                     | .450                                      | 32,40                                     | 22,80                                     | 11-15                                     | 170 - 230                                 | 255                                       | 340                                       | 480                                       | 670                                       | 230                        | 260                        | 510                        | 3,87                       |
| .45 GAP                                | 11,43                                     | .450                                      | 27,20                                     | 19,20                                     | 11-15                                     | 170 - 230                                 | 255                                       | 340                                       | 480                                       | 670                                       | 200                        | 310                        | 624                        | 4,03                       |
| .454 Casull                            | 11,48                                     | .452                                      | 45,00                                     | 35,10                                     | 16 - 26                                   | 240 - 400                                 | 430                                       | 580                                       | 2300                                      | 2600                                      | 300                        | 500                        | 2460                       | 9,72                       |
| .50 AE                                 | 12,70                                     | .500                                      | 40,90                                     | 32,60                                     | 19 - 21                                   | 300 - 325                                 | 440                                       | 470                                       | 1900                                      | 2200                                      | 300                        | 470                        | 2150                       | 9,13                       |
| Munitions de revolver                  |                                           |                                           |                                           |                                           |                                           |                                           |                                           |                                           |                                           |                                           |                            |                            |                            |                            |
| .22 LR                                 | 5,56                                      | .223                                      | 25,40                                     | 15,60                                     | 1,9 - 2,6                                 | 30 - 40                                   | 370                                       | 500                                       | 180                                       | 260                                       | 32                         | 440                        | 200                        | 0,91                       |
| .22 Magnum                             | 5,56                                      | .223                                      | 34,30                                     | 26,80                                     | 1,9 - 3,2                                 | 30 - 50                                   | 470                                       | 700                                       | 410                                       | 440                                       | 40                         | 572                        | 430                        | 1,48                       |
| .38 Special                            | 9,06                                      | .357                                      | 39,00                                     | 29,30                                     | 8-10                                      | 124-154                                   | 270                                       | 350                                       | 300                                       | 450                                       | 158                        | 295                        | 435                        | 3,02                       |
| .357 Magnum                            | 9,06                                      | .357                                      | 40,00                                     | 33,00                                     | 8-12                                      | 124-180                                   | 380                                       | 520                                       | 780                                       | 1090                                      | 158                        | 395                        | 796                        | 4,04                       |
| .41 Magnum                             | 10,40                                     | .410                                      | 40,40                                     | 32,80                                     | 11 - 17                                   | 170 - 260                                 | 380                                       | 480                                       | 900                                       | 1800                                      | 210                        | 375                        | 956                        | 5,10                       |
| .44 Magnum                             | 10,90                                     | .429                                      | 41,00                                     | 32,60                                     | 16 - 22                                   | 240 - 340                                 | 350                                       | 450                                       | 1000                                      | 1800                                      | 240                        | 360                        | 1010                       | 5,59                       |
| .460 S&W Magnum                        | 11,48                                     | .452                                      | 58,40                                     | 46,00                                     | 13 - 26                                   | 200 - 400                                 | 465                                       | 700                                       | 2700                                      | 3800                                      | 260                        | 630                        | 3340                       | 10,64                      |

### Comparaisons balistiques des munitions d'armes d'épaule les plus répandues
|                                   | Données balistiques (munitions du marché) | Données balistiques (munitions du marché) | Données balistiques (munitions du marché) | Données balistiques (munitions du marché) | Données balistiques (munitions du marché) | Données balistiques (munitions du marché) | Données balistiques (munitions du marché) | Données balistiques (munitions du marché) | Données balistiques (munitions du marché) | Données balistiques (munitions du marché) | performance utile typique* | performance utile typique* | performance utile typique* | performance utile typique* |
| Caractéristique                   | Diamètre balle                            | Diamètre balle                            | longueur cartouche                        | longueur douille                          | poids balle                               | poids balle                               | vitesse min                               | vitesse max                               | Énergie min                               | Énergie max                               | Poids                      | Vitesse                    | Énergie                    | Recul                      |
| --------------------------------- | ----------------------------------------- | ----------------------------------------- | ----------------------------------------- | ----------------------------------------- | ----------------------------------------- | ----------------------------------------- | ----------------------------------------- | ----------------------------------------- | ----------------------------------------- | ----------------------------------------- | -------------------------- | -------------------------- | -------------------------- | -------------------------- |
| unité                             | mm                                        | pouce                                     | mm                                        | mm                                        | g                                         | Grain                                     | m/s                                       | m/s                                       | J                                         | J                                         | grain                      | m/s                        | J                          | kg m/s                     |
| .22 LR                            | 5,56                                      | .223                                      | 25,40                                     | 15,60                                     | 1,9 - 2,6                                 | 30-40                                     | 370                                       | 500                                       | 180                                       | 260                                       | 32                         | 440                        | 200                        | 0,91                       |
| 5,56 x 45 mm Otan .223 Remington  | 5,69                                      | .224                                      | 57,40                                     | 44,70                                     | 3 - 4                                     | 30-60                                     | 850                                       | 993                                       | 1670                                      | 1890                                      | 55                         | 988                        | 1740                       | 3,52                       |
| .222 Remington                    | 5,69                                      | .224                                      | 54,10                                     | 43,20                                     | 4-5                                       | 50-77                                     | 890                                       | 1090                                      | 1450                                      | 1600                                      | 50                         | 957                        | 1485                       | 3,10                       |
| .243 Winchester                   | 6,20                                      | .243                                      | 68,83                                     | 51,90                                     | 4 - 6                                     | 62 - 90                                   | 920                                       | 1240                                      | 2500                                      | 2900                                      | 90                         | 945                        | 2600                       | 5,51                       |
| .270 Winchester                   | 7,00                                      | .275                                      | 84,80                                     | 64,50                                     | 6                                         | 90-130                                    | 910                                       | 1100                                      | 3500                                      | 4000                                      | 130                        | 933                        | 3670                       | 7,86                       |
| 7x57 mm Mauser                    | 7,24                                      | .285                                      | 78,00                                     | 57,00                                     | 8-12                                      | 124-180                                   | 700                                       | 900                                       | 3000                                      | 3700                                      | 160                        | 765                        | 3035                       | 7,93                       |
| 7x64 mm Brennecke                 | 7,24                                      | .285                                      | 84,00                                     | 64,00                                     | 8-12                                      | 124-180                                   | 820                                       | 920                                       | 3300                                      | 4000                                      | 162                        | 800                        | 3360                       | 8,40                       |
| 7 mm Rem Mag                      | 7,20                                      | .284                                      | 84,00                                     | 64,00                                     | 8-10                                      | 124-154                                   | 870                                       | 1100                                      | 4000                                      | 4400                                      | 150                        | 945                        | 4340                       | 9,18                       |
| 7,62 x 51 mm Otan .308 Winchester | 7,80                                      | .308                                      | 69,90                                     | 51,20                                     | 6,5-8                                     | 124-150                                   | 780                                       | 860                                       | 2900                                      | 3600                                      | 150                        | 860                        | 3594                       | 8,36                       |
| .300 Win Mag                      | 7,80                                      | .308                                      | 85,00                                     | 67,00                                     | 8,7-13                                    | 135-200                                   | 900                                       | 990                                       | 4500                                      | 5000                                      | 180                        | 900                        | 4725                       | 10,50                      |
| 30-06 Springfield                 | 7,80                                      | .308                                      | 85,00                                     | 63,00                                     | 9-15                                      | 140-230                                   | 750                                       | 890                                       | 3800                                      | 4000                                      | 180                        | 825                        | 3970                       | 9,62                       |
| 7,92x57 mm Mauser                 | 8,22                                      | .324                                      | 82,00                                     | 57,00                                     | 11-15                                     | 170-230                                   | 720                                       | 800                                       | 4800                                      | 4800                                      | 200                        | 740                        | 3550                       | 9,60                       |
| .338 Win Mag                      | 8,60                                      | .338                                      | 84,80                                     | 64,00                                     | 11-15                                     | 170-230                                   | 760                                       | 900                                       | 3500                                      | 5300                                      | 200                        | 900                        | 5250                       | 11,66                      |
| 9,3x62 mm Mauser                  | 9,30                                      | .366                                      | 83,60                                     | 62,00                                     | 16-26                                     | 240-350                                   | 720                                       | 800                                       | 4300                                      | 5200                                      | 250                        | 745                        | 4495                       | 12,06                      |
| .375 H&H                          | 9,50                                      | .375                                      | 91,00                                     | 72,40                                     | 16-26                                     | 240-350                                   | 700                                       | 882                                       | 5500                                      | 6300                                      | 270                        | 800                        | 5600                       | 14,00                      |